# Triage

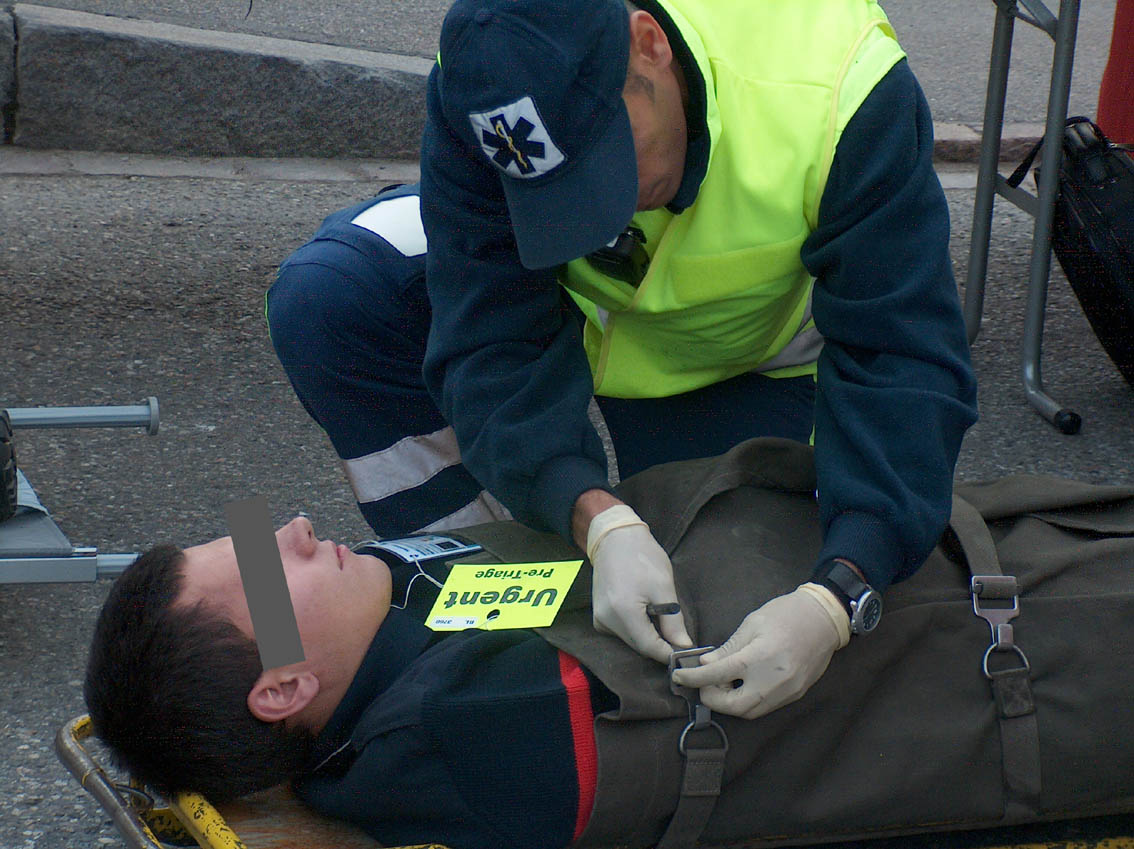
Liegend: Patient der Sichtungskategorie II (gelb) bei einer Übung (Schweiz 2008)

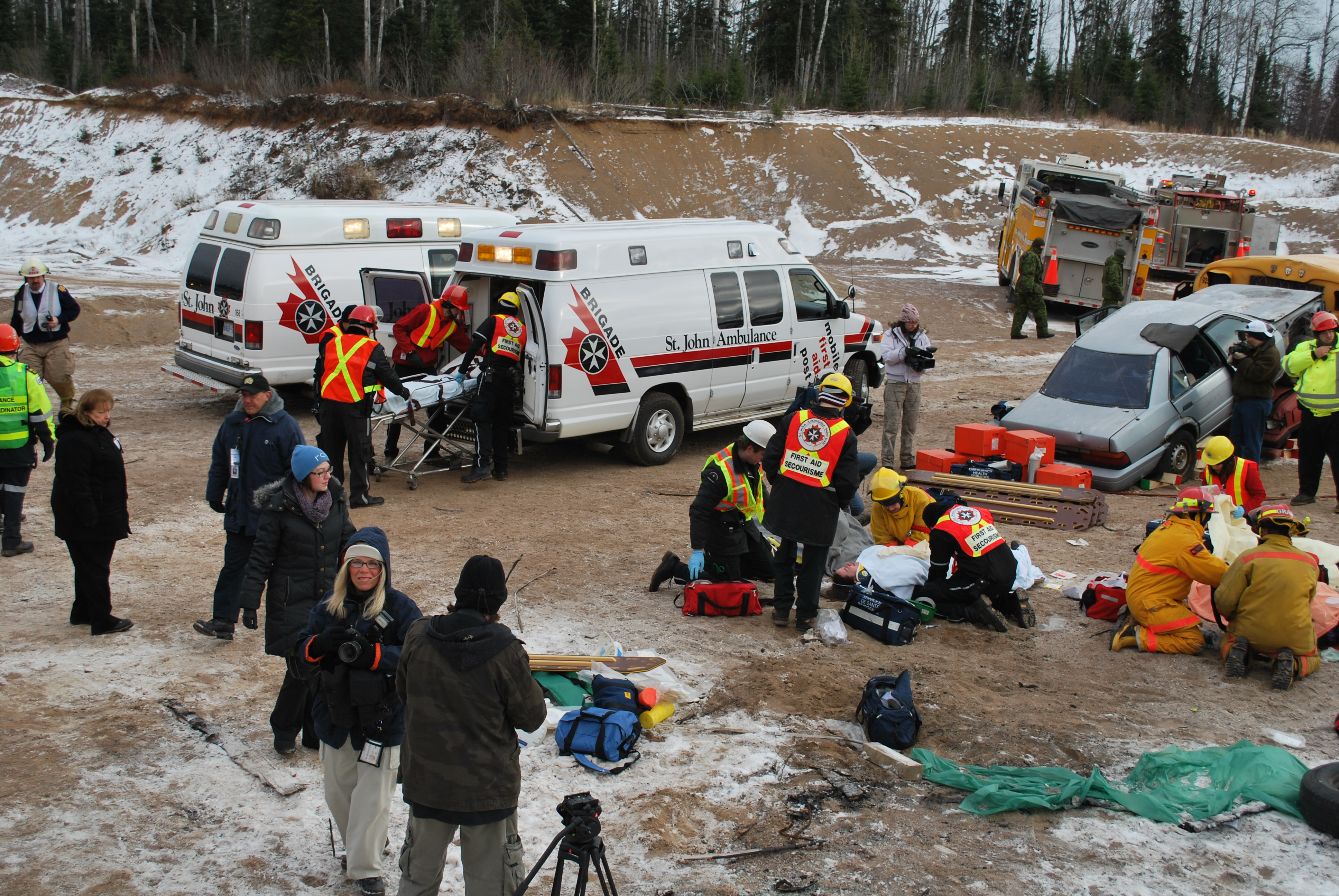
Übungseinsatz zur Triage (Kanada 2008)

Triage ([triːˈɑːʒ]; von französisch triage ‚Auswahl, Sortieren, Sichten‘ zum Verb trier ‚sortieren, aussuchen, auslesen‘), deutsche Bezeichnung auch Sichtung oder Einteilung, ist ein nicht gesetzlich kodifiziertes oder methodisch spezifiziertes Verfahren zur Priorisierung medizinischer Hilfeleistung bei unzureichenden Ressourcen, zum Beispiel aufgrund einer unerwartet hohen Anzahl an Patienten. Falls es unmöglich ist, allen, die Hilfe benötigen, sofort zu helfen, besteht ohne strukturierte Triage die Gefahr einer zum Beispiel politisch oder ideologisch motivierten unethischen Selektion (Auswahl).
Triage ist ein aus der Militärmedizin herrührender Begriff für die – ethisch schwierige – Aufgabe, etwa bei einem Massenanfall von Verletzten oder anderweitig Erkrankten darüber zu entscheiden, wie die knappen personellen und materiellen Ressourcen aufzuteilen sind. Es handelt sich dabei um ein Stratifikationsverfahren vor der vollständigen Diagnose. Theoretische Modelle, die die Verteilung knapper Ressourcen thematisieren, werden auch unter dem Begriff der Allokation gefasst.
Strukturierte Triage-Instrumente werden auch in Notaufnahmen und auf Intensivstationen eingesetzt und dort auch als Ersteinschätzung bezeichnet.

## Geschichte

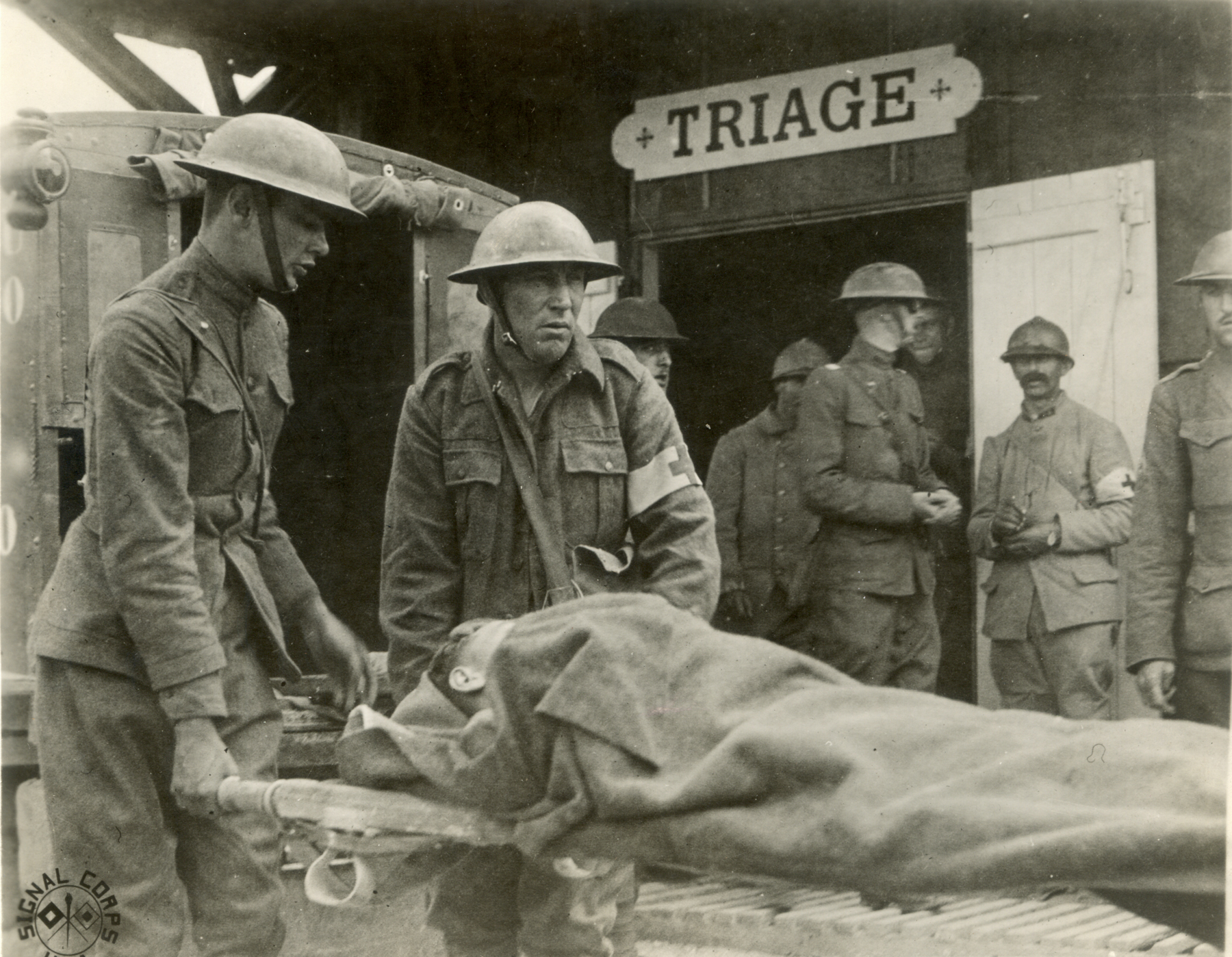
Französische Triage-Station im Ersten Weltkrieg

Anfang des 16. Jahrhunderts führte Kaiser Maximilian I. (1459–1519) seine Heeres-Sanitäts-Verfassung ein, in der erstmals geordnete Sanitätseinheiten dokumentiert wurden, deren Aufgabe unter anderem darin bestand, überlebensfähige Verwundete zu retten und zu versorgen. Detaillierte Angaben zur Einstufung der verschiedenen Schweregrade von Verwundungen finden sich erstmals im Königlich-Preußischen Feldlazareth-Reglement von 1787.
Ein Umdenken im militärischen Sanitätswesen erforderten die raumgreifenden Feldzüge der französischen Revolutionsarmeen während der Koalitionskriege 1792–1815. Resultat waren neue Ansätze der medizinischen Versorgung vor Ort und des Transports in weiter entfernt liegende Behandlungseinrichtungen. Der französische Arzt Dominique Jean Larrey erzielte mit seinen schnellen Klassifikationsmethoden für Amputationen Erfolge (75–80 % der von ihm Operierten überlebten, eine wesentlich höhere Rate als bei anderen Ärzten), konnte diese jedoch noch nicht in ein formales, auch für andere Ärzte anwendbares Verfahren umsetzen.
Erst der russische Chirurg Nikolai Iwanowitsch Pirogow (1810–1881) entwickelte aus seinen Erfahrungen im Kaukasischen Krieg und im Krimkrieg abgestufte chirurgische Behandlungsverfahren und das Prinzip der „Krankenzerstreuung“ (verteilte Behandlung von Verletzten und Erkrankten) zur Ordnung auf den überfüllten Verbandplätzen mit Einteilungen der Verwundeten in fünf Stufen (Pirogowsches Sichtungsprinzip). Die preußische Armee übernahm 1866 das russische Prinzip, später fand es auch bei den anderen Sanitätsdiensten verbündeter Armeen Europas Anwendung. In der weiteren Entwicklung wurden zahlreiche Fortschritte der Medizin und der Operationsmethoden auch auf die Organisation des militärischen Sanitätsdienstes übertragen. Das Pirogowsche Prinzip der „Krankenzerstreuung“ blieb jedoch noch im Ersten Weltkrieg erhalten.
Bei Schiffsuntergängen galt zeitweise die Regel „Frauen und Kinder zuerst!“ (sogenannter Birkenhead-Drill von 1852) oder „Der Kapitän geht als Letzter von Bord“. Es galten auch Faustregeln, wie etwa im Krieg: „Versorgt unsere Soldaten vor den Zivilisten, diese vor feindlichen Soldaten!“ Es wurde auch versucht, die Entscheidungsprobleme damit zu umgehen, dass die Reihenfolge galt, in der der jeweilige Verletzte bemerkt wurde oder dass derjenige zuerst gerettet wurde, den man kannte.
Der französische Sanitätsdienst führte das Prinzip „Triage – Transport – Traitement“ (französisch für Auswahl – Transport – Behandlung) ein und prägte damit den Begriff Triage. Die französischen Ärzte Spire und Lombardy definierten Triage 1934 als
1. die Diagnose der vorliegenden Verletzung und
2. die Beurteilung der Dringlichkeit des Eingriffs (Categorisation) und
3. die Beurteilung des Grades der Transportfähigkeit und
4. die Angabe des Bestimmungsortes des Verwundeten

Das Sanitätswesen der deutschen Reichswehr und später der Wehrmacht hielt sich prinzipiell an die Erfahrungen der „Krankenzerstreuung“ aus dem Ersten Weltkrieg, konnte jedoch aufgrund der schnellen Wiederaufrüstung seine Ärzte kaum ausreichend in der wirksamen Anwendung ausbilden. Erst 1942 wurde in den Richtlinien für die Versorgung Verwundeter in den vorderen Sanitätseinrichtungen eine strukturierte Vorgehensweise für die Triage im deutschen Militärsanitätsdienst festgeschrieben, die auch die militärische Lage und die Transportmöglichkeiten mit einbezog.
Mit der Aufstellung der NATO wurde eine einheitliche Systematik von „Sichtungskategorien“ geschaffen, die sich in den Mitgliedsstaaten und darüber hinaus durchsetzte. Krieg mit der aktuellen Bedrohung durch schlagkräftige konventionelle, aber auch durch atomare, biologische und chemische Waffen beeinflusste die weitere Entwicklung zur Systematisierung von Verletzungen bei Soldaten.
Weiter wurden diese Verfahrensgrundsätze auch bei der Hilfeleistung bei zivilen Katastrophen eingesetzt, beginnend mit der Planung zur Bewältigung von Strahlenschäden, die z. B. bei Unfällen im Rahmen der Nutzung der Kernenergie eintreten. Ebenso wird das Sichtungssystem beim zivilen Massenanfall von Verletzten verwendet, z. B. bei Terroranschlägen.
Für den modernen Rettungsdienst wegweisend wurde das Schema STaRT (Simple Triage and Rapid Treatment, „Einfache Triage und schnelle Versorgung“), das vom Hoag Hospital und Newport Beach Fire Department (Newport Beach, Kalifornien/USA) in den frühen 1980er Jahren entwickelt wurde.
Im März 2020 haben der Begriff und das Verfahren im Zusammenhang mit der Ausbreitung der COVID-19-Pandemie neue, globale Aktualität gewonnen; in Europa zunächst vor allem mit der Entwicklung in Italien, kurz darauf auch in Spanien, im Elsass, in Deutschland und in den USA. In Deutschland kam es bis November 2021 nicht zu einer Triage aufgrund der COVID-19-Pandemie. Ein mutmaßlicher Verdachtsfall stellte sich als Falschinformation heraus. Seit November 2020 wurde die Priorisierung der COVID-19-Impfmaßnahmen diskutiert, weil klar war, dass im ersten Quartal 2021 zu wenig Impfdosen verfügbar sein würden (siehe Priorisierung der COVID-19-Impfmaßnahmen).
Krankenhäuser in Österreich gaben Mitte November 2021 bekannt, sich wegen der vierten COVID-Welle in Österreich auf eine Triagierung von COVID-Patienten vorzubereiten.
Im modernen Klinik- und Patientenmanagement sind Triage-Verfahren Standard, z. B. in der Akut-Patienten-Verteilung oder Notaufnahme.
Mit der DARPA Triage Challenge 2024 beabsichtigt die gleichnamige Innovationsagentur des US-Verteidigungsministeriums, DARPA, die künftige Fern- bzw. Tele-Triage mittels Bilderkennung über unbemannte Luftfahrzeuge (UAV) und Roboter. In einem weiteren Schritt sollen die Roboter Kontaktsensoren zur Überwachung von Biometriedaten auf Patienten mit geringerer Versorgungspriorität aufbringen können.

## Notwendigkeit und Problematik der Triage
Auslöser einer Triage können Massenfälle von Verletzten bei Großunfällen sein, oder auch Katastrophen, Pandemien und Kriege. Für die Versorgung zahlreicher lebensgefährlich Verletzter, Schwer- und Leichtverletzter steht in solchen Fällen nur eine begrenzte Kapazität von medizinischem Personal und medizinischer Ausrüstung zur Verfügung.
Insgesamt kann eine Triage eine äußerst schwierige Aufgabe werden, wenn Entscheidungen zu treffen sind, die mit großer Wahrscheinlichkeit den Tod einiger Betroffener bedeuten. Schuldgefühle oder posttraumatische Belastungsstörungen treten bei den Beteiligten, insbesondere bei den Entscheidern, häufig auf.
Die heute in der Ausbildung allgemein vermittelten Regeln für die Triage bei Massenanfall von Verletzten sind darauf ausgerichtet, dass möglichst viele Personen das Ereignis mit möglichst wenig Schaden überstehen. Damit versucht man das bestmögliche Ergebnis für das Kollektiv der Geschädigten zu erzielen, wobei das Interesse des Einzelnen zurückstehen muss. Wird niemand benachteiligt, liegt auch keine Triage vor.
Intensivmedizinische Maßnahmen bei wenigen schwer Verletzten binden möglicherweise Kapazitäten, die zur Versorgung vieler minder Geschädigter verwendet werden könnten. Man wird daher jene, deren Situation von vornherein aussichtslos scheint, eher schmerzstillend als intensivmedizinisch behandeln, bis andere, deren Prognose vor Ort günstiger ist, versorgt sind. Dieses zeitweilige Aufgeben des Gleichheitsgrundsatzes in der Individualmedizin, der im Gesundheitssystem einer modernen Gesellschaft etabliert ist, sowie jede nachhaltig wirkende Einteilung in Behandlungsprioritäten oder Sichtungskategorien, ist eine ethisch schwierige Aufgabe und Herausforderung. Um die ethisch fragwürdige Priorisierung zu vermeiden, wurden als Hilfe für die Entscheider Sichtungsschemata entwickelt, die aufgrund medizinischer Annahmen eine möglichst sachgerechte Vorgehensweise erleichtern.

## Ablauf der Triage

### Bergungssichtung

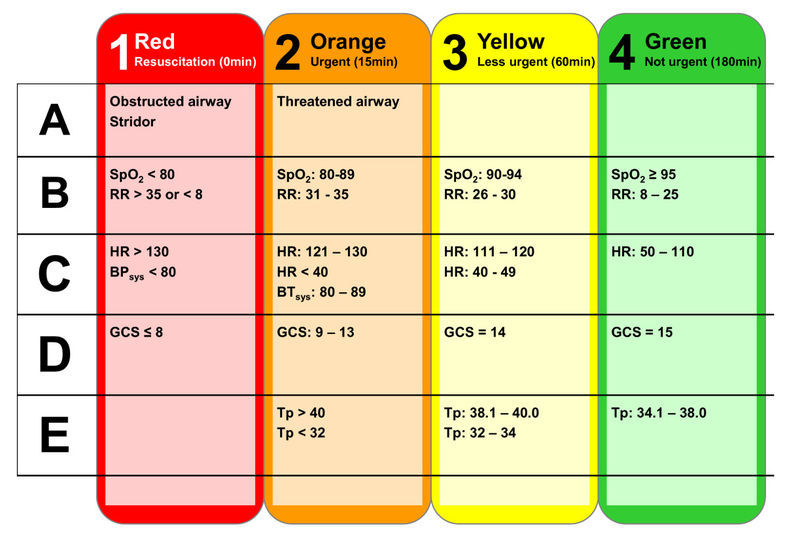
Triage

Die Bergungssichtung (auch Pre-Triage oder Vorsichtung) wird im unmittelbaren Schadensgebiet eingesetzt und soll eine schnelle Übersicht über die zu versorgenden Patienten schaffen. Die Bergungssichtung wird von den zuerst eintreffenden Helfern, den sogenannten „Sichtern“, durchgeführt. Es muss entschieden werden, welcher Betroffene zuerst gerettet wird, bei wem sofort medizinische Maßnahmen ergriffen werden müssen und wer zunächst warten muss. Als Richtzeit gilt eine Untersuchungszeit von 20 bis 60 Sekunden pro Patient. Diese Entscheidung dient zur Einweisung nachfolgender Helfer und als Anhaltspunkt für die technische Rettung, die dann in der ermittelten Reihenfolge durchgeführt wird.
Erstmaßnahmen werden an Umstehende bzw. Leichtverletzte delegiert. Der Sichter geht nach der Kategorisierung und Markierung des Patienten sofort über zum nächsten Patienten. Eine aufwändige Dokumentation soll unterbleiben. Es wird lediglich eine Strichliste beziehungsweise eine Lageskizze angefertigt. Das Sichtungsergebnis wird am Patienten markiert, wobei Farbcodierungen oder Kennzeichnungen mit Abkürzungen oder Ziffern am Patienten angebracht werden.

### Behandlungssichtung

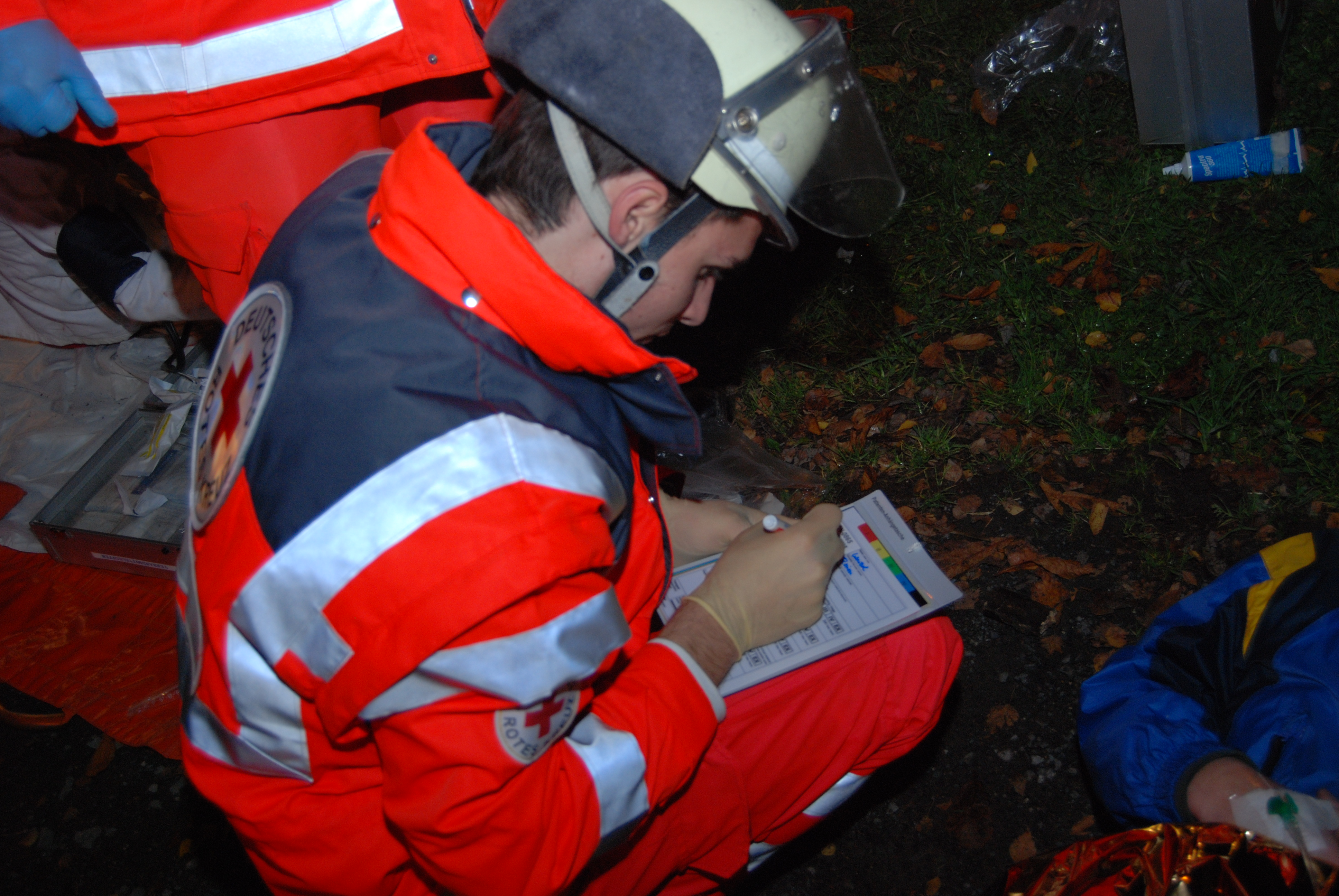
Ausfüllen der Verletztenanhängekarte

Die beschriebene Bergungssichtung dient einer ersten Übersicht im unmittelbaren Schadensgebiet. Mit verstreichender Zeit nach dem auslösenden Ereignis kann eine Behandlungsstruktur geschaffen werden, die eine differenziertere Untersuchung ermöglicht. Aber auch hier ist die gezielte Zuordnung zu bestimmten Behandlungsmöglichkeiten wichtig, um die Versorgung nach dem Bedarf zu ermöglichen und Helfer und Gerät zuteilen zu können. Vorzugsweise findet die Behandlungssichtung auf einem eingerichteten Behandlungsplatz statt.
Ein erfahrener Helfer, meist ein gezielt für die Sichtung ausgebildeter Notarzt, legt nach notfallmedizinischen Kriterien und im Hinblick auf die zur Verfügung stehenden Möglichkeiten die Behandlungsprioritäten fest. Er wird dabei möglichst von Helfern unterstützt, die ihm bei der Vorbereitung, wie dem Entkleiden der Patienten und der Kennzeichnung mittels Verletztenanhängekarte, zur Hand gehen. Die Sichtung wird entsprechend den möglicherweise im Laufe der Zeit durch das Eintreffen weiterer Rettungskräfte veränderten Transport- und Behandlungskapazitäten wiederholt und den aktualisierten Möglichkeiten angepasst.

### Transportsichtung
Ziel der Transportsichtung ist es, die Transportstabilität des Patienten zu beurteilen, um ihn möglichst mit einem geeigneten Rettungsmittel in ein geeignetes Krankenhaus zu transportieren.

## Sichtungsschemata

### Überblick
Das im zivilen Bereich in deutschsprachigen Ländern bei einem Großschadenfall (beispielsweise einem Busunglück) zur Anwendung kommende System ist vierstufig: Die Opfer erhalten Anhängekarten, die farblich entsprechend der Sichtung gekennzeichnet werden.
| Kategorie                                                                           | Patientenzustand                | Konsequenz                                           | Farbe   |
| ----------------------------------------------------------------------------------- | ------------------------------- | ---------------------------------------------------- | ------- |
| I                                                                                   | akute, vitale Bedrohung         | Sofortbehandlung                                     | rot     |
| II *                                                                                | schwer verletzt/erkrankt        | aufgeschobene Behandlungsdringlichkeit, Überwachung  | gelb    |
| III                                                                                 | leicht verletzt/erkrankt        | spätere (ggf. ambulante) Behandlung                  | grün    |
| IV                                                                                  | ohne Überlebenschance, sterbend | betreuende (abwartende) Behandlung, Sterbebegleitung | blau    |
| Ex                                                                                  | tot                             | Kennzeichnung                                        | schwarz |
| * Zusatzkennzeichnung: a = hohe Transportpriorität, b = niedrige Transportpriorität |                                 |                                                      |         |

In Österreich und der Schweiz bezeichnet man orange Karten, die beim Massenanfall von Verletzten den Patienten zur eindeutigen Kennzeichnung und zur Unterstützung der Versorgung umgehängt werden, als Patientenleitsystem (PLS), in Deutschland als Verletztenanhängekarte. Seit dem Jahr 2011 gibt es auch elektronische Systeme.

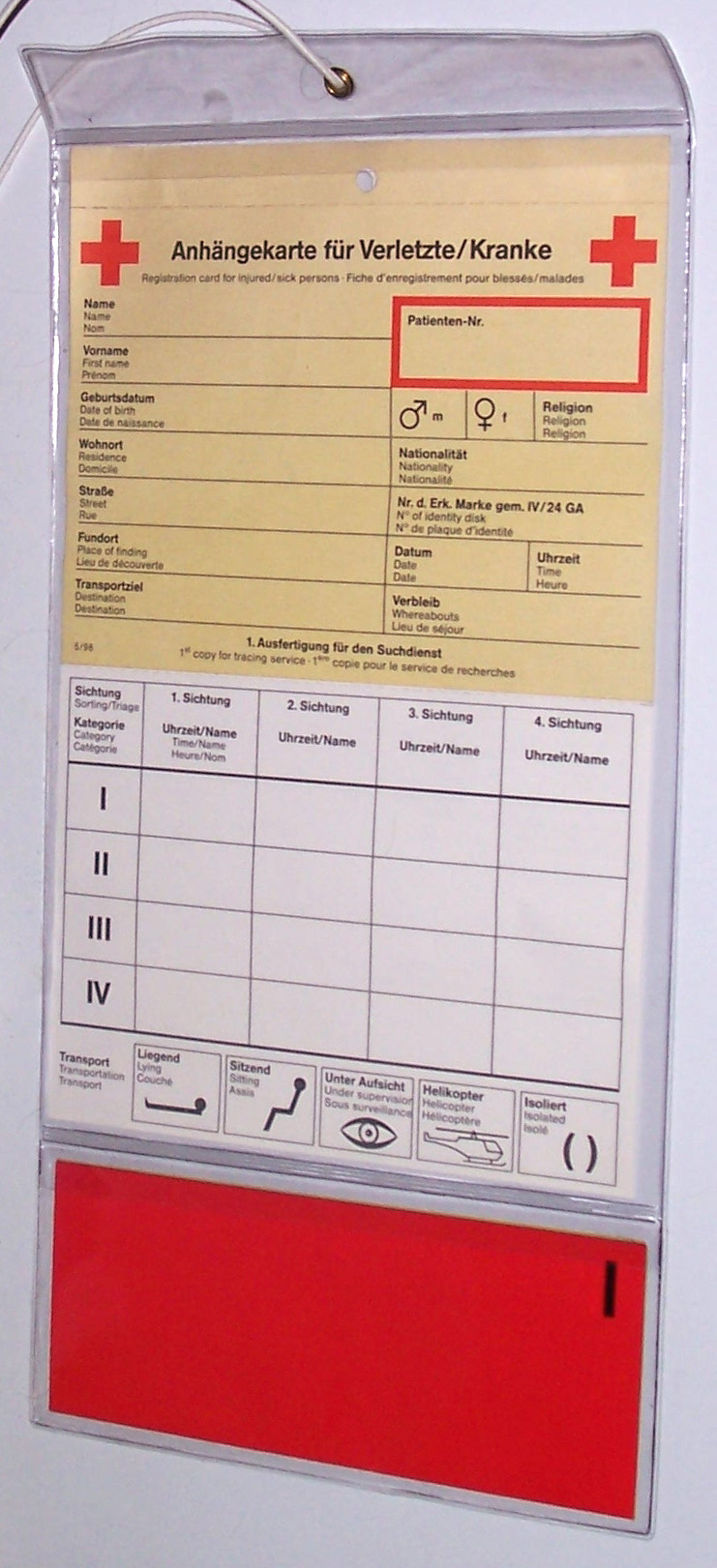
Verletztenanhängekarte des DRK, Vorderseite
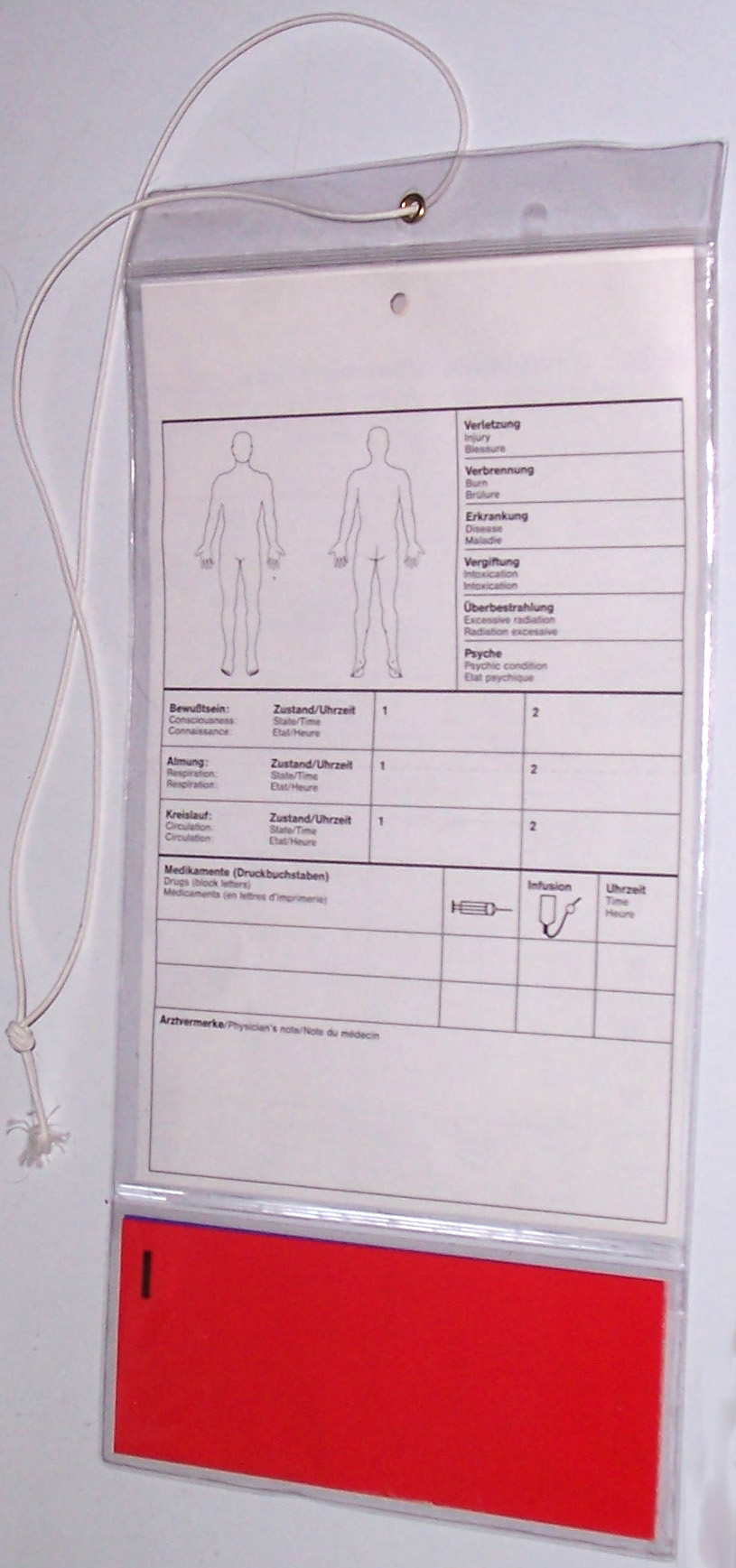
Verletztenanhängekarte des DRK, Rückseite
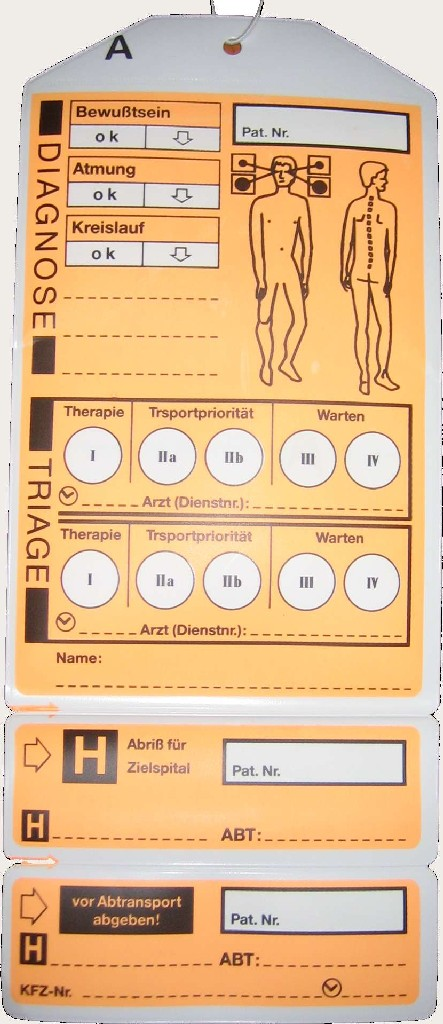
Patientenleitsystem-Tasche
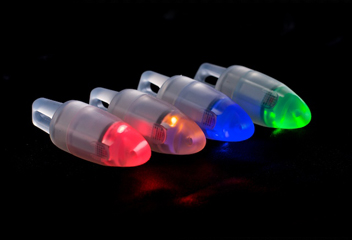
Triage-Signallichter für die nächtliche Kennzeichnung
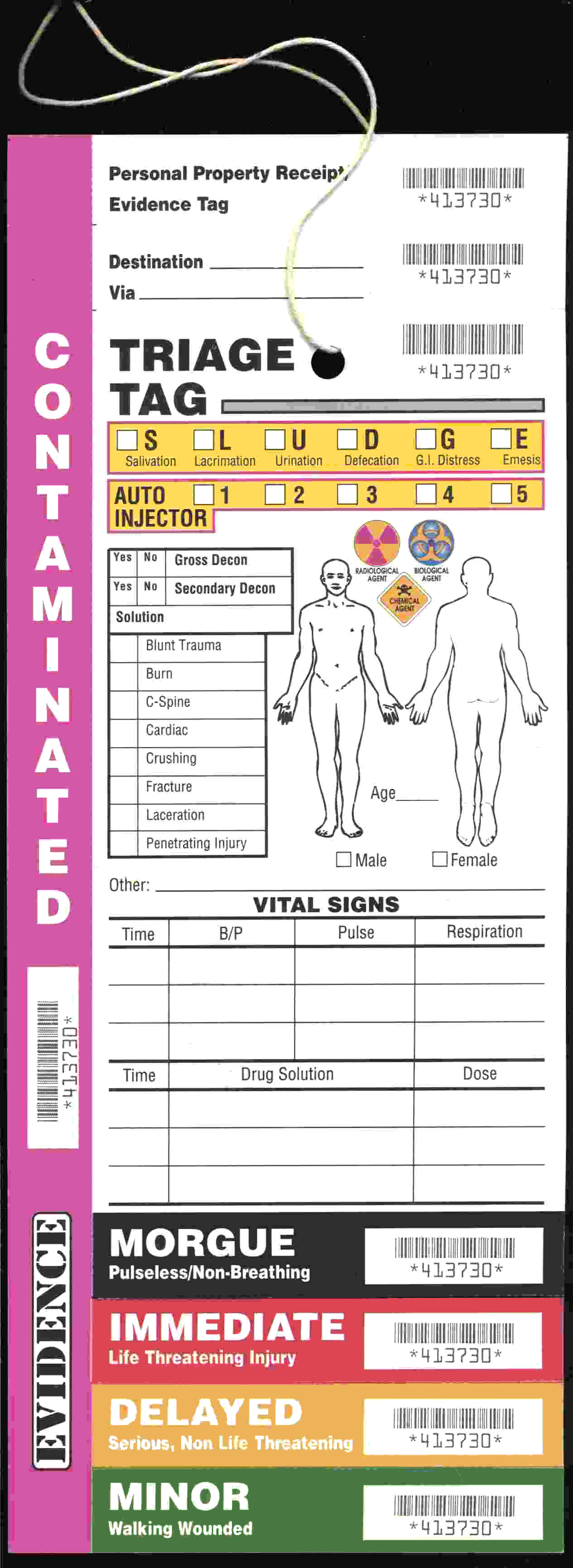
DECONference Triage-Anhängekarte (englisch)
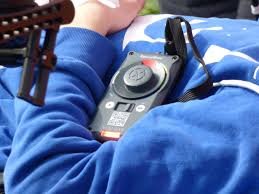
Gerät Rescue Node statt Patienten-Anhängekarte

### STaRT-Schema: „Simple Triage and Rapid Treatment“

Schema STaRT

Geprüft werden Gehfähigkeit, Respiration (Atmung), Perfusion (Durchblutung) und der mentale Status nach dem STaRT-System ohne besondere Hilfsmittel:
1. Zuerst werden alle gehfähigen Patienten aufgefordert, sich an einen Sammelpunkt zu begeben. Die Patienten, die sich selbst aus der Gefahrenzone retten können („walking wounded“, engl. für „gehfähige Verletzte“), werden in die Sichtungskategorie T3 („MINOR“) eingeteilt. Einige davon, die der Helfer für geeignet hält, werden im weiteren Verlauf zur Mithilfe angeleitet.
2. Ein Patient mit Atemstillstand, selbst nach dem Freimachen der Atemwege, gilt als verstorben („DECEASED“).
3. Prüfen der Respiration (Atmung): Eine Atemfrequenz über 30/min. wird als dringend bewertet, der Patient wird in die Sichtungskategorie T1 („IMMEDIATE“) eingeteilt.
4. Prüfen der Perfusion (Durchblutung): Bei einer starken Blutung wird ein Helfer zur Blutstillung angeleitet (Druckverband). Mit der Nagelbettprobe wird die Rekapillarisierungszeit gemessen. Beträgt sie mehr als 2 Sekunden, ist das ein Hinweis auf eine Mangeldurchblutung (Blutdruck < 90 mm Hg), der Patient wird in die Sichtungskategorie T1 („IMMEDIATE“) eingeteilt.
5. Prüfen des mentalen Status: Bei Bewusstlosigkeit oder inadäquater Reaktion bei Ansprache wird der Patient in die Sichtungskategorie T1 („IMMEDIATE“) eingeteilt.
6. Alle anderen Patienten werden in die Sichtungskategorie T2 („DELAYED“) eingeteilt.

Die Rettung aus dem Gefahrengebiet geschieht dann in der Reihenfolge
1. T3/MINOR (da diese selbst weggehen können)
2. T1/IMMEDIATE
3. T2/DELAYED
4. Tot/DECEASED

Diese strukturierte Vorgehensweise soll maximal 60 Sekunden pro Patient benötigen und dennoch eine umfassende und relativ genaue Evaluation ermöglichen. Das STaRT-Schema ist geeignet zur Anwendung durch geübte Rettungskräfte und medizinisches Personal aller Qualifikationsstufen. Da es für Erwachsene konzipiert ist, lässt es Besonderheiten bei Kindern außer Acht.

### JumpSTaRT: STaRT für Kinder
Ein Kind mit Atemstillstand hat im Gegensatz zum Erwachsenen mit hoher Wahrscheinlichkeit ein Problem mit verlegten Atemwegen (und keine verletzungsbedingten Störungen). Eine Atemfrequenz von über 30/min ist bei Kindern noch normal. Die Durchblutung ist bei Kindern sehr schwer anhand der Fingernagelprobe abzuschätzen, weil Kinder sehr leicht auskühlen und die Kapillardurchblutung dann nicht mehr aussagekräftig ist. Außerdem ist bei Kindern grundsätzlich von einer verzögerten oder inadäquaten Reaktion auf Ansprache auszugehen, gerade von Kleinkindern oder in Gefahrensituationen können kaum zuverlässige Antworten erwartet werden.
Deshalb wurde das STaRT-Schema für ein- bis achtjährige Kinder im Miami Children’s Hospital in Zusammenarbeit mit dem Miami-Dade Fire Rescue Department (USA) folgendermaßen abgewandelt:
1. Kinder werden erst als verstorben klassifiziert, wenn sie weder atmen noch einen Puls haben („DECEASED“).
2. Bei Kindern mit Atemstillstand, aber einem tastbaren Puls, wird für 15 Sekunden beatmet (ca. 5 Beatmungen). Erst wenn dann der Atemstillstand immer noch besteht, wird das Kind als verstorben klassifiziert („DECEASED“).
3. Wenn die Atemfrequenz kleiner als 15/min oder höher als 40/min ist, wird das Kind in die Sichtungskategorie T1 („IMMEDIATE“) eingeordnet.
4. Als Richtgröße für die Durchblutung wird die Tastbarkeit eines peripheren Pulses (Handgelenk, Fuß) gewertet. Ist dieser bei bestehender Atmung nicht tastbar, dann wird das Kind in die Sichtungskategorie T1 („IMMEDIATE“) eingeordnet.
5. Der mentale Status wird nicht nur durch Ansprache, sondern im Zweifelsfall auch durch die Reaktion auf einen Schmerzreiz überprüft. Reagiert das Kind darauf nicht angemessen, dann wird es in die Sichtungskategorie T1 („IMMEDIATE“) eingeordnet.

### mSTaRT: modifiziertes STaRT
Das modifizierte STaRT-Schema verbindet die Erkenntnisse aus dem JumpSTaRT und dem ursprünglichen STaRT-Schema zu einem umfassenden Prozess, der sowohl für Erwachsene als auch für Kinder geeignet ist.
In Deutschland wurde es im Jahr 2004 von der Berufsfeuerwehr München in Zusammenarbeit mit der Ludwig-Maximilians-Universität München für deutsche Wertungskategorien adaptiert und auf einem Kongress vorgestellt. Eine entsprechende Dienstanweisung „Einsatzstandard Massenanfall von Verletzten – Sichtung“ gilt seit dem Jahr 2005 für den Rettungsdienst aller Organisationen im gesamten Rettungsdienstbereich München (Landeshauptstadt und Landkreis München). Die Berufsfeuerwehr München bildet ihre Rettungssanitäter und Notfallsanitäter entsprechend aus und sorgt für die Verbreitung in München und Umgebung. Dieses Konzept wurde im Rahmen der Vorbereitungen zur Fußball-WM 2006 von den bayerischen Hilfsorganisationen verbreitet.

### BASIC-Schema: Blutung, Atemwege, Schock, Immobilisation nach der Klassifikation
Das New England Council for Emergency Medical Service (NECEMS) führte in den 1980er Jahren für die US-Bundesstaaten Vermont, Maine, New Hampshire und Rhode Island das BASIC-Schema (Bleeding, Airway, Shock, Immobilization after Classification) ein.
Es folgt der im Akronym BASIC angegebenen Reihenfolge zur Kontrolle von Vitalfunktionen und unmittelbaren Erstmaßnahmen:
1. Blutung (Bleeding): bei einer unkontrollierten Blutung wird ein Helfer angewiesen, durch Druck die Blutung zu stoppen. Der Patient wird in die Sichtungskategorie T1 eingeteilt.
2. Atemwege (Airway): die Atemwege eines bewusstlosen Patienten werden durch einen Helfer kontrolliert und offen gehalten. Der Patient wird in die Sichtungskategorie T1 eingeteilt.
3. Schock (Shock): Ein Patient im Volumenmangelschock wird in die Sichtungskategorie T1 eingeteilt und durch einen Helfer in Schocklage gelagert.
4. Alle anderen Patienten erhalten die Klassifikationen T2 und T3 je nach Zustand.
5. Immobilisierung nach der Klassifikation (Immobilisation after Classification): Wurden alle Patienten eingeteilt, werden sie in der Reihenfolge T1, T2, T3 immobilisiert (HWS-Schienen, Ganzkörperschienen).

Der Vorteil dieses Schemas ist, dass es auch für Ungeübte leicht zu merken ist – die Reihenfolge der Prüfung ist im Akronym bereits enthalten. Es lässt sich sehr schnell anwenden, der Zeitbedarf pro Patient liegt zwischen 10 und 30 Sekunden zur Erkennung des jeweiligen Zustands. Der Nachteil liegt darin, dass es keine weiter differenzierte Herangehensweise bietet, keine komplexeren Vorgaben macht und damit viel dem Gespür des Helfers überlässt. Man geht davon aus, dass die leichteren Verletzungen nicht allzu falsch eingeteilt werden können. Es bietet sich also vor allem für ungeübte Ersthelfer oder nichtmedizinische Rettungskräfte an, die in der allerersten Phase der Hilfe anwesend sind und sich mit einfachen Mitteln behelfen müssen. Diese so geschaffene Struktur muss dann durch geübte Rettungskräfte weiter verfeinert werden, die sich dann geeigneterer Vorgehensweisen bedienen (und sich etwa am STaRT-Schema orientieren können).

### Reverse Triage
Das Konzept der reversen Triage (umgekehrte Sichtung) folgt dem Prinzip, dass die un- oder leichtverletzten Betroffenen zuerst abtransportiert bzw. durch die Dekontaminations-/Behandlungsplätze durchgeschleust werden. Dahinter steht die Logik, dass
- diese Patienten dann die Behandlung der schwerer Verletzten vor Ort nicht mehr behindern;
- diese Patienten ohnehin in weiter entfernte Behandlungseinrichtungen verbracht werden sollten, um nicht die näheren für die Schwerverletzten zu blockieren;
- diejenigen Patienten schon gerettet sind, die die höchste Überlebenschance haben und/oder
- diese Patienten vor allem bei Unfällen mit Gefahrgut (oder in anderen gefährlichen Zonen, wie zum Beispiel unter Beschuss im Krieg oder bei Attentaten) am einfachsten aus der Gefahrenzone herauszuholen und dann nicht mehr weiter gefährdet sind.

## Triage und Ersteinschätzung in der Notaufnahme
Strukturierte Triage-Instrumente werden außer im Katastrophenfall auch in der regulären Medizin in Notaufnahmen eingesetzt, in der mobilen Notfallmedizin auch als Ersteinschätzung bezeichnet.
Obwohl die Ersteinschätzung eigentlich als Spezialfall der Triage angesehen werden könnte, unterscheidet sie sich von ihr in einem wesentlichen Punkt: Im außerklinischen Bereich gilt es, die lokal oder temporal limitiert verfügbaren Ressourcen möglichst effizient einzusetzen, d. h. das Ziel möglichst vieler Überlebender zu erreichen. Im klinischen Bereich ist die Grundannahme aber, dass ausreichende Ressourcen zur Verfügung stehen, um alle Patienten optimal zu behandeln. Dadurch gibt es keinen Konflikt zwischen individuellem und Gesamtnutzen.
In der internationalen Literatur werden fünfstufige Triagesysteme als valide und verlässliche Instrumente genannt, um in der Notaufnahme die Patienten zu erkennen, welche eine lebensbedrohliche bzw. dringliche Erkrankung aufweisen. Das 1987 von Rhee und Mitarbeitern vorgestellte Klassifikationssystem Rapid Acute Physiology Score (RAPS) wurde auch als für Triage geeignet angesehen (Dieses ursprünglich im Rettungsdienst für die Beurteilung von Hubschraubertransporten und verletzten Kindern verwendete Scoring-System wertet unter Berücksichtigung von Herzfrequenz, arteriellem Mitteldruck, Atemfrequenz und GCS mit 0 bis 4 Punkten). In deutschsprachigen Notaufnahmen wurden bisher das Manchester-Triage-System und der Emergency Severity Index erfolgreich eingesetzt. Durch die strukturierte Vorgehensweise ist zu erwarten, dass schwer erkrankte Notfallpatienten zeitnah erkannt werden und umgehend die notwendige Diagnostik und Therapie erhalten.
Für die Triage wird für den Pandemiefall eine Trennung der klinischen Versorgung von der Entscheidungsfindung empfohlen. Diese Trennung soll die moralische Belastung der behandelnden Ärzte verringern, zum Beispiel, wenn Patienten von einer erforderlichen medizinischen Behandlung ausgeschlossen werden bzw. wenn die Entscheidung für eine palliativmedizinische Sterbebegleitung getroffen wird.

## Dekon-Sichtung

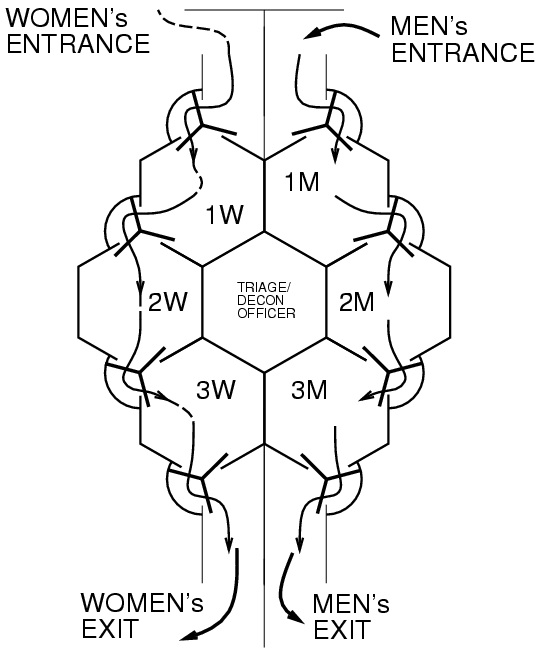
Die Dekontamination erfolgt nach Geschlechtern getrennt in drei Stufen: Entkleidung, Reinigung und Neueinkleidung; M = männlich; W = weiblich

Die Dekontamination (Entgiftung) von Betroffenen erfordert eine Spezialform der Bergungssichtung. Eine frühzeitige Identifizierung des Gefahrstoffes ist erforderlich, damit eine effiziente Dekontamination und eine geeignete medizinische Behandlung durchgeführt werden können. Zusätzlich zur Einteilung in eine der Sichtungskategorien wird explizit der Zustand „liegend“ oder „gehend“ (gehfähig) festgelegt. Davon hängt die Zuteilung zum Dekontaminationsbereich ab. Für die Dekontamination selbst sind dabei folgende Einteilungen wesentlich:
| Verletztenspektrum                                                                                               | erforderliche Maßnahmen |
| --- | --- |
| gehfähig, kontaminiert, aber nicht sichtbar verletzt, bzw. nicht unterstützungsbedürftig bei der Dekontamination | Personen-Dekontamination, Panikprävention, ggf. gezielter Abtransport                                                       |
| gehfähig, kontaminiert und verletzt, bzw. unterstützungsbedürftig bei der Dekontamination                        | ggf. Spotdekontamination und Notfallversorgung, Verletzten-Dekontamination, ggf. Transport zur weiteren Behandlung          |
| liegend, kontaminiert und verletzt                                                                               | Rettung, ggf. Spotdekontamination und Notfall-Erstversorgung, Verletzten-Dekontamination, Transport zur weiteren Behandlung |

Auch Opfer, deren Behandlung dringlich ist, dürfen erst nach einer Ganzkörperdekontamination zur weiteren Behandlung auf dem sich bildenden Behandlungsplatz oder zum Transport ins Krankenhaus freigegeben werden, um diese Bereiche vor Kontaminationsverschleppung zu schützen.

## COVID-19-Pandemie

### Zuteilung intensivmedizinischer Behandlungskapazitäten
Durch die Covid-19-Pandemie wurde eine eventuell notwendige Triage in Krankenhäusern durch Kontingentierung von Beatmungsgeräten und Intensivbetten öffentlich thematisiert.
Unter dem Aspekt der rechtfertigenden Pflichtenkollision kommen unterschiedliche Fallkonstellation in Betracht, in denen ein Arzt durch Ablehnung oder Abbruch einer Behandlung den Tod eines Patienten verursachen könnte. Sie alle beruhen auf dem Gedanken, dass dem Normadressaten (Arzt) bei der Kollision gleichwertiger Handlungspflichten nichts Unmögliches abverlangt werden darf. Als Kriterien für die Gleichwertigkeit von Pflichten sind der Rang der Rechtsgüter und die Dringlichkeit anerkannt.
- Präventive Triage: Der Arzt muss entscheiden, ob er einen Patienten vorsorglich nicht an ein Beatmungsgerät anschließt, um dieses für später erscheinende, unter Umständen dringendere Fälle zur Verfügung zu haben.[30] Hier liegt kein Fall kollidierender Pflichten vor. Der Arzt muss den anwesenden Patienten behandeln.
- Ex-ante-Triage: Der Arzt muss entscheiden, welchen von zwei (oder mehreren) Patienten er behandelt, die gleichzeitig erscheinen. Die Rechtsordnung gibt nicht vor, welche Pflicht vorrangig zu erfüllen ist. Die ärztliche Entscheidung ist nicht vorgezeichnet.[31] Sind die Pflichten gleichwertig, hat der Arzt aus strafrechtlicher Perspektive Wahlfreiheit, denn andernfalls würde er nur wegen der missbilligungswürdigen bzw. diskriminierenden Gesinnung wegen eines Tötungsdelikts bestraft,[32] wenn er beispielsweise den Nachbarn nicht behandelt, mit dem er sich im Streit befindet oder Frauen bevorzugt.[33]
  - Wenn die Todesgefahr für mehrere Patienten gleich groß ist, handelt es sich um eine Kollision von gleichwertigen Pflichten.[34] Wenn dem Arzt nur die Erfüllung einer Handlungspflicht möglich ist, kann er sich bei Nichterfüllung der anderen nicht strafbar machen.
  - Ist die drohende Todesgefahr dagegen für mehrere Patienten unterschiedlich groß, sind die Erfolgsaussicht und die Dringlichkeit der Behandlung grundsätzlich zulässige Differenzierungskriterien, ausdrücklich geregelt etwa im Transplantationsgesetz (§ 12 Abs. 3 Satz 1 TPG). Das Unterlassen der Behandlung des dringender zu behandelnden Patienten ist daher nicht aufgrund Pflichtenkollision gerechtfertigt.[35] Allerdings sinken die Erfolgsaussichten einer Behandlung mit ihrer erhöhten Dringlichkeit. Je näher ein Kranker dem Tod ist, desto schwieriger ist es oft, ihn noch zu retten.[36] Ob es sich auch bei der Erfolgsaussicht um ein strafrechtlich relevantes Kriterium handelt, ist deshalb strittig. Befürworter der Erfolgsaussicht als Entscheidungskriterium gehen davon aus, dass eine Maximierung der Anzahl Überlebender angestrebt werden müsse, um für die Gesamtheit den besten Nutzen zu erzielen.[37] Nach der Rechtsprechung des Bundesverfassungsgerichts ist eine zahlenmäßige Abwägung jedoch nicht zulässig: „Der Schutz des einzelnen Lebens darf nicht deswegen aufgegeben werden, weil das an sich achtenswerte Ziel verfolgt wird, andere Leben zu retten. Jedes menschliche Leben […] ist als solches gleich wertvoll und kann deshalb keiner irgendwie gearteten unterschiedlichen Bewertung oder gar zahlenmäßigen Abwägung unterworfen werden.“[38][39] Nicht vereinbar mit dem Prinzip der Lebenswertindifferenz sind demnach eine Differenzierung nach der prognostizierten Lebensdauer und/oder Lebensqualität[40] sowie das Überleben der aktuellen Erkrankung durch die in Betracht kommende Behandlung.[41] Ebenso ungeeignet sind unter Verweis auf die Menschenwürdegarantie und die Nichtabwägbarkeit von Leben die Kriterien Alter, Geschlecht oder Herkunft.[42] Nach überwiegender Ansicht kann die Erfolgsaussicht nur ein subsidiäres Kriterium in den Fällen sein, in denen eine Auswahl zwischen gleichermaßen dringlich zu behandelnden Patienten besteht.[43]
- Ex-post-Triage: Ein Patient befindet sich bereits in Behandlung, ist also beispielsweise an ein Beatmungsgerät angeschlossen. Hier stellt sich die Frage, ob der Arzt diesem Patienten das Gerät wegnehmen darf zugunsten der Beatmung eines anderen, weil dieser höhere Überlebenschancen hat. Das Nicht-Fortführen einer bereits begonnenen Behandlung durch Unterlassen kann nicht durch Pflichtenkollision legitimiert werden, da der bereits behandelte Patient eine Rechtsposition erlangt hat, die dazu führt, dass die Handlungspflichten gegenüber noch unbehandelten Patienten nicht gleichwertig sind.[44]

### Beschluss des Bundesverfassungsgerichts
Nachdem ein Eilantrag zum Bundesverfassungsgericht auf verbindliche Regelung der Triage im Rahmen der Covid-19-Pandemie im Juli 2020 erfolglos geblieben war, weil das damals erkennbare Infektionsgeschehen und die intensivmedizinischen Behandlungskapazitäten es in Deutschland nicht als wahrscheinlich erscheinen ließen, dass die Situation der Triage eintritt, hielt das Gericht den Gesetzgeber in der Hauptsacheentscheidung vom 16. Dezember 2021 dazu an,
„unverzüglich geeignete Vorkehrungen zu treffen“, damit „jede Benachteiligung wegen einer Behinderung bei der Verteilung pandemiebedingt knapper intensivmedizinischer Behandlungsressourcen hinreichend wirksam verhindert wird.“

### Gesetzesänderung
Für Januar 2022 hatte die Bundesregierung erste Beratungen angekündigt, beispielsweise zu einer Regelung im Allgemeinen Gleichbehandlungsgesetz (AGG). Ein Gesetzentwurf des Bundesgesundheitsministeriums sieht dagegen ein www.zeit.de: Verfahren im Falle pandemiebedingt nicht ausreichender überlebenswichtiger, intensivmedizinischer Behandlungskapazitäten im Infektionsschutzgesetz vor (§ 5c IfSG-E). Insbesondere Komorbiditäten oder die Gebrechlichkeit dürfen danach berücksichtigt werden, soweit sie aufgrund ihrer Schwere oder Kombination die aktuelle und kurzfristige Überlebenswahrscheinlichkeit eines Patienten erheblich verringern. Das sehen auch die klinisch-ethischen Empfehlungen der Deutschen Interdisziplinären Vereinigung für Intensiv- und Notfallmedizin (DIVI) zu Entscheidungen über die Zuteilung intensivmedizinischer Ressourcen im Kontext der COVID-19-Pandemie vor, die das Bundesverfassungsgericht im Beschluss vom 16. Dezember 2021 wegen des Risikos einer behinderungsbedingten Benachteiligung ausdrücklich kritisiert hatte.
Nach Ansicht der Bundesärztekammer werde im Entwurf die vorrangige Schaffung ausreichender Behandlungskapazitäten nicht hinreichend berücksichtigt. Auch bleibe offen, wem die Entscheidung obliegt, ob die gesetzlichen Verfahrensvorgaben Anwendung finden und wie die Information darüber zu den Krankenhäusern mit Intensivstation übermittelt werde.
Mit Wirkung zum 14. Dezember 2022 wurde in § 5c IfSG die Entscheidung des Bundesverfassungsgerichts vom 16. Dezember 2021 umgesetzt. Danach darf niemand bei einer ärztlichen Entscheidung über die Zuteilung aufgrund einer übertragbaren Krankheit nicht ausreichend vorhandener überlebenswichtiger intensivmedizinischer Behandlungskapazitäten benachteiligt werden, insbesondere nicht wegen einer Behinderung (§ 5c Abs. 1 Satz 1 IfSG). Eine Zuteilungsentscheidung darf nur einvernehmlich aufgrund der aktuellen und kurzfristigen Überlebenswahrscheinlichkeit der betroffenen Patientinnen und Patienten von zwei Fachärzten mit besonderer Qualifikation im Bereich Intensivmedizin getroffen werden (§ 5c Abs. 2 Satz 1 IfSG). Bereits zugeteilte überlebenswichtige intensivmedizinische Behandlungskapazitäten dürfen nicht wieder entzogen werden (Verbot der sogenannten Ex-Post-Triage, § 5c Abs. 2 Satz 4 IfSG).